# Canadiens de Montréal
Canadiens de Montréal (engelsk: Montreal Canadiens – officielt navn Le Club de Hockey Canadien) er et professionelt ishockeyhold der spiller i den bedste nordamerikanske række NHL. Klubben spiller sine hjemmekampe i Centre Bell i Montreal, Quebec, Canada. Klubben blev stiftet i 1909 og regnes blandt Original Six. Klubben har vundet Stanley Cuppen hele 24 gange, hvilket er rekord.

## Nuværende spillertrup (2011-12)
Pr. 9. januar 2012.
Målmænd
- 31  Carey Price
- 30  Peter Budaj

Backer
- 17  Chris Campoli
- 22  Thomas Kaberle
- 26  Josh Gorges
- 61  Raphael Diaz
- 68  Yannick Weber
- 74  Alexei Emelin
- 75  Hal Gill
- 76  P.K. Subban
- 79  Andrei Markov

Forwards
- 11  Scott Gomez
- 13  Michael Cammalleri
- 14  Tomas Plekanec
- 15  Petteri Nokelainen
- 21  Brian Gionta
- 32  Travis Moen
- 45  Mike Blunden
- 46  Andrei Kostitsyn
- 51  David Desharnais
- 52  Mathieu Darche
- 53  Ray White
- 67  Max Pacioretty
- 72  Erik Cole
- 81  Lars Eller

## 'Fredede' numre
- 1 Jacques Plante G, 1952-63, nummer fredet 7. oktober 1995
- 2 Doug Harvey, D, 1947-61, nummer fredet 26. oktober 1985
- 4 Jean Béliveau, C, 1953-71 og Aurel Joliat, LW, 1922-39, nummer fredet 9. oktober 1971
- 5 Bernard "Boom-Boom" Geoffrion, RW, 1950-64, nummer fredet 11. marts 2006
- 7 Howie Morenz, C, 1923-34 & 1936-37, nummer fredet 2. november 1937
- 9 Maurice "Rocket" Richard, RW, 1942-60, nummer fredet 6. oktober 1960
- 10 Guy Lafleur, RW, 1971-85, nummer fredet 16. februar 1985
- 12 Dickie Moore, LW, 1951-63 og Yvan Cournoyer, RW, 1963-79, nummer fredet 12. november 2005
- 16 Henri Richard, C, 1955-75, nummer fredet 10. december 1975
- 18 Serge Savard, D, 1966-81, nummer fredet 18. november 2006
- 19 Larry Robinson, D, 1972-89, nummer fredet 19. november 2007
- 23 Bob Gainey, C, 1973-89, nummer fredet 23. februar 2008
- 29 Ken Dryden, G, 1970-79, nummer fredet 29. januar 2007
- 33 Patrick Roy, G, 1985-1995, nummer fredet 22. november 2008
- 99 Wayne Gretzky, C, 1979-99 Nummer fredet i hele NHL